# Louis Wigfall
Louis Trezevant Wigfall (21 avril 1816 – 18 février 1874) est un politicien américain du Texas qui a servi en tant que membre de la législature du Texas, au sénat des États-Unis, et au sénat confédéré. Wigfall fait partie d'un groupe de leaders indépendantistes connu comme les Fire Eaters (« mangeurs de feu »), plaidant pour le maintien et l'expansion d'une société agricole aristocratique basée sur le travail des esclaves. Il sert brièvement comme brigadier général confédéré dans la brigade du Texas au début de la guerre de Sécession, avant de prendre son siège au sénat confédéré. La réputation d'éloquence de Wigfall et de grand buveur, avec un esprit combatif et un sens de l'honneur personnel d'une grande élévation morale, font de lui l'une des plus imposantes personnalités politiques de son époque.

## Avant la guerre

### Jeunesse
Wigfall naît dans une plantation près d'Edgefield, Caroline du Sud, fils de Levi Durant et d'Eliza Thomson Wigfall. Son père, qui décède en 1818, est un marchand prospère de Charleston avant de partir pour Edgefield. Sa mère vient d'une famille huguenote française, Trezavant. Elle meurt quand le jeune Louis a 13 ans. Un frère aîné, Hamden, est tué lors d'un duel. L'autre, Arthur, devient évêque de l'Église épiscopale.
Encadré par un tuteur jusqu'en 1834, il passe ensuite un an à l'école de Rice Creek Spring, une académie militaire près de Columbia, Caroline du Sud, pour les enfants de l'élite de l'aristocratie. Il entre ensuite à l'université de Virginie. Une insulte par un autre étudiant ouvre une série de nombreux duels qu'il fera, mais l'affaire se résout pacifiquement.
En 1836, il entre au South Carolina College (maintenant l'université de Caroline du Sud) afin de terminer ses études, mais sa présence est erratique. Il développe un intérêt pour la loi, participe à des clubs de débats, et écrit des épîtres sur les droits des étudiants. Il passe la plupart de son temps cependant, à l'extérieur dans les tavernes du campus plutôt qu'à ses études. Il abandonne l'université pendant trois mois au total pour combattre lors de la troisième guerre séminole en Floride, atteignant le grade de lieutenant des volontaires. Malgré ces distractions, il réussit à être diplômé en 1837. Un camarade d'études supérieures considéré comme étant son ami le plus proche est John Lawrence Manning, qui deviendra plus tard le gouverneur de Caroline du Sud.
En 1839, Wigfall retourne à Edgefield et prend la direction de l'étude de son frère. Après avoir dilapidé son héritage, et avec une propension pour la boisson et le jeu, il accumule les dettes. Il emprunte à des amis pour maintenir son train de vie débridé, y compris auprès de sa future épouse. « De simples affaires de bureau », comme avocat à l'intérieur des terres, ne convient pas à son tempérament et à son sens du but, ni ne s'avèrent pas aussi rentable qu'il ne l'a espéré.

### Famille
En 1841 Wigfall épouse sa cousine au deuxième degré, Charlotte Maria Cross, fille de l'avocat éminent de Charlestown et ancien contrôleur de l'État de Caroline du Sud, le colonel George Warren Cross, et sa femme, Frances Maria Halsey.
Leurs enfants sont :
- Francis Halsey Wigfall.
- Louise Sophie Wigfall, auteur d'un journal intime pendant la guerre de Sécession.
- Mary Frances (Fanny) Wigfall.

### Violence et politique
Lors de l'élection du gouverneur de Caroline du Sud de 1840, Wigfall soutient activement la candidature de John Peter Richardson contre celle plus radicale de James Henry Hammond, ce qui conduit à des échanges publics d'arguments et d'insultes. Dans une période de cinq mois, Wigfall réussit à participer un combat à mains nues, à deux duels, près de trois duels, et est accusé, mais pas inculpé pour le meurtre d'un homme. Cette flambée de violence politique culmine, en 1840, sur une île de la rivière Savannah près d'Augusta, en Géorgie, où Wigfall prend une balle dans les deux cuisses au cours d'un duel avec le futur membre du congrès Preston Brooks. Bien que Hammond perde la course pour devenir gouverneur, il tente une médiation du différend entre les deux jeunes hommes au tempérament fougueux. Wigfall reçoit un aide de camp et devient lieutenant-colonel dans l'équipe du gouverneur Richardson, mais n'a jamais été complètement satisfait du résultat de l'affaire Brooks.
Cette première incursion dans le monde de la politique et l'affaire Brook détruisent sa pratique du droit. Il est élu délégué à la convention démocrate de Caroline du Sud, en 1844, mais son tempérament violent et ses ingérences d'arrière court lui ont fait perdre ses ambitions politiques de jeunesse. Il entasse les factures médicales en raison de la maladie de son jeune fils qui finit par mourir. Les ventes du sheriff suivent, engloutissant la propriété d'Edgefield. Un cousin du Texas, James Hamilton, Jr, ancien gouverneur de la Caroline du Sud, aménage pour lui un nouveau départ et un partenariat de cabinet d'avocat.
La réputation de bretteur de Wigfall, souvent exagérée, le suit toute sa vie, même s'il renonce complètement à sa pratique après son mariage. Toutefois, il continuera à déclarer que le code du duel est un important « facteur dans l'amélioration de la morale et des mœurs de la communauté ».

### Départ pour le Texas
En arrivant au Texas, en 1848, Wigfall rejoint le cabinet d'avocat de William B. Ochiltree à Nacogdoches, au Texas, puis s'installe à Marshall, Texas. Il replonge vite dans la politique, servant à la chambre des représentants du Texas de 1849 à 1850, et au sénat du Texas, de 1857 à 1860. Il devient un ardent adversaire politique de Sam Houston. Quand Houston se lance dans l'élection de gouverneur en 1857, Wigfall le suit lors de la campagne électorale, s'attaquant à son bilan au congrès à chaque arrêt de Houston, et accuse Houston d'être un traître à la [cause du] Sud. Il affirme que Houston a des ambitions pour la candidature présidentielle et courtise le soutien des abolitionnistes du Nord.
Il organise les démocrates de l'État pour résister au parti Know Nothing, mais avec la défaite ses vues radicales descendent dans l'estime des démocrates modérés. Le raid de John Brown sur Harpers Ferry le propulse et ses vues radicales reviennent sur le devant de la scène dans l'État.

### Sénateur des États-Unis
La législature du Texas élit Wigfall au sénat des États-Unis en 1859 comme démocrate au 36e congrès des États-Unis pour combler le poste laissé vacant par la mort de James Pinckney Henderson. Matthias Ward est nommé au sénat, à la suite de la mort d'Henderson et sert du 27 septembre 1858 jusqu'à ce que Wigfall soit élu et prête serment le 5 décembre 1859. Wigfall sert jusqu'au 23 mars 1861, lorsqu'il se retire. Il est expulsé du sénat le 11 juillet 1861 pour son soutien à la rébellion. Il sert également en tant que membre de la délégation du Texas au Congrès provisoire confédéré, qui forme le gouvernement provisoire de la Confédération, et qui choisit Jefferson Davis en tant que président. Il est l'un des signataires de la Constitution provisoire des États confédérés. Wigfall continue de tenir son siège après la sécession du Texas le 1er février 1861 et est admis au Congrès provisoire confédéré le 2 mars 1861, exhortant la justesse de la cause du Sud et réprimandant ses collègues du Nord que ce soit sur le plancher du sénat ou dans les salons de Capitol Hill. Pendant ce temps, à Washington, il espionne les préparatifs fédéraux pour le conflit à venir, garantit la livraison d'armes au Sud, et avec son expulsion par ses collègues sénateurs, il part pour Baltimore, dans le Maryland et recrute des soldats pour la nouvelle Confédération avant de se rendre à la capitale confédérée à Richmond, en Virginie.

## Guerre de Sécession

### Une nouvelle nation à servir
Dans les jours qui précèdent le début des hostilités, Wigfall préconise une attaque du fort Sumter et du fort Pickens, en Floride, pour pousser la Virginie et les États du haute sud à se joindre à la Confédération. En janvier 1865, Wigfall déclare ses raisons pour avoir soutenu la Confédération, à savoir, l'opposition à l'égalité des Afro-Américains : 

« Monsieur, je ne désire pas vivre dans un pays où l'homme qui cire mes bottes ou étrille mon cheval est mon égal. »

— Louis Wigfall, janvier 1865, Richmond
Il arrive à Charleston, Caroline du Sud, alors que le siège de fort Sumter commence. Selon l'écrivain Mary Chesnut, il est le seul « bien heureux que je vois ». Tout en servant comme un aide de camp du général Beauregard pendant le bombardement de fort Sumter, et sans autorisation, il prend à la rame un esquif pour l'île du fort et exige sa reddition auprès du commandant Robert Anderson. L'incident est largement rapporté dans les journaux, lui apportant la célébrité, mais l'histoire oublie le détail important que Wigfall n'a pas parlé à Beauregard en deux jours. Lorsque les émissaires autorisés arrivent au fort, ils sont consternés en apprenant que Wigfall a accordé les termes de la reddition à Anderson que Beauregard a déjà rejetés.

### Commandant de brigade
Avec sa nouvelle célébrité Wigfall obtient une nomination de colonel plein du 1st Texas Infantry Regiment, et une promotion rapide, par suite, le brigadier général de la « brigade du Texas » dans l'armée confédérée. Il élit domicile près de ses troupes qui campent dans une taverne à Dumfries, en Virginie, au cours de l'hiver de 1861-1862, où il appelle souvent les hommes aux armes à minuit, en imaginant une invasion fédérale. Sa nervosité est imputée à son penchant pour le whisky et le cidre. Il semble visiblement ivre, pendant ou en dehors du service, en présence de ses hommes à plus d'une occasion. Il démissionne de sa commission en février 1862 pour prendre un siège au sénat confédéré, et est remplacé par John Bell Hood.

### Sénateur des États Confédérés
Au début de la guerre, Wigfall est un ami proche du président confédéré Jefferson Davis. Comme les alliances politiques tout au long de sa carrière, il sera le premier à soutenir une distanciation ensuite avec Davis au fil de la guerre. Davis soutient un gouvernement national de plus en plus fort, tandis que Wigfall, défenseur inconditionnel des droits des États, évolue vers un blocage de la création de la Cour suprême confédérée, craignant que les nominations de Davis iraient à l'encontre des États. Wigfall conteste également Davis, diplômé de West Point et ancien secrétaire américain à la Guerre, sur beaucoup de ses politiques militaires, citant sa propre expérience militaire dans les guerres séminoles. Wigfall est un ami proche du général confédéré Joseph E. Johnston et propose souvent des lois au nom du général. Il est aussi le premier partisan pour faire de Robert E. Lee le commandant de toutes les armées confédérées.

## Après la guerre
À la fin des hostilités, Wigfall s'échappe en retournant au Texas en compagnie de troupes du Texas avec une fausse libération conditionnelle, puis part à Londres, en Angleterre, en 1866, en exil, où il intrigue pour fomenter des troubles entre la Grande-Bretagne et les États-Unis. Il achète une mine à Clear Creek, dans le Colorado, retournant aux États-Unis en 1870. Il vit un temps à Baltimore, dans le Maryland, et est à Galveston, au Texas, en janvier, 1874. Il meurt un mois plus tard d'« apoplexie » et y est enterré dans le cimetière épiscopal.

## Mémoire posthume

### Dans la culture populaire
En 1992, le roman d'histoire alternative/science-fiction Guns of the du South, le sénateur Wigfall est candidat à la vice-présidence de Nathan Bedford Forrest lors de l'élection présidentielle confédérée de 1867 s'opposant à Robert E. Lee et Albert Gallatin Brown. Le ticket Forrest-Wigfall perd d'une marge étroite.